# Дэшман, Саул
Саул Дэшман (англ. Saul Dushman; 12 июля 1883, Ростов-на-Дону, Российская империя — 7 июля 1954, Скотия, штат Нью-Йорк, США) — американский учёный в области физической химии.

## Биография
Саул Дэшман родился 12 июня 1883 года на юге России, в Ростове-на-Дону. 
В 1891 году эмигрировал с родителями в Соединённые Штаты Америки. 
В 1912 Саул Дэшман получил докторскую степень в Торонтском университете. В том же году он присоединился к исследовательской лаборатории General Electric (GE).
В 1922—1925 годах Саул Дэшман занимал должность директора исследовательского отдела Edison Lamp Works. Впоследствии до конца своей карьеры работал в General Electric.
Саул Дэшман умер в поселении Скотия, штат Нью-Йорк

## Научная деятельность
Основными научными интересами Саула Дэшмана были термоэлектронная эмиссия, исследование высокого вакуума, строение атома и квантовая физика. 
Имя Саула Дэшмана носит уравнение Ричардсона-Дэшмана.